# Cementerio Westwood Village Memorial Park de los Pierce Brothers
El Cementerio Westwood Village Memorial Park de los Pierce Brothers con nombre original en inglés, Pierce Brothers Westwood Village Memorial Park Cemetery, es un cementerio ubicado en el 1218 de Glendon Avenue en Westwood, Los Ángeles, California, Estados Unidos. Dentro de él se albergan a varios famosos de la industria del entretenimiento estadounidense, e incluso a personas notables internacionales. 
Para una lista de las personas notables sepultadas en este cementerio, véase Anexo:Sepulcros del Cementerio Westwood Village Memorial Park de los Pierce Brothers. 